# Directive 1999/31/CE du Conseil du 26 avril 1999 concernant la mise en décharge des déchets
La directive concernant la mise en décharge des déchets (1999/31/CE) est une législation de l’Union européenne sur la gestion des déchets par les États membres.
De manière générale, cette directive vise « à prévenir et à réduire autant que possible les effets négatifs de la mise en décharge des déchets sur l'environnement, et plus particulièrement sur les eaux de surface, les eaux souterraines, le sol, l'air et sur l’environnement mondial, y compris l’effet de serre et tout autre risque pour la santé humaine qui pourrait être engendré, pendant toute la période d’exploitation de la décharge ». Cette législation a également des incidences importantes sur le traitement et l’élimination des déchets.
Différentes directives européennes concerne les déchets.
Par exemple, cette directive de 1999 est amendée par la Directive (UE) 2018/850 qui entre en effet au 5 juillet 2020.